# Grenze zwischen der Elfenbeinküste und Guinea

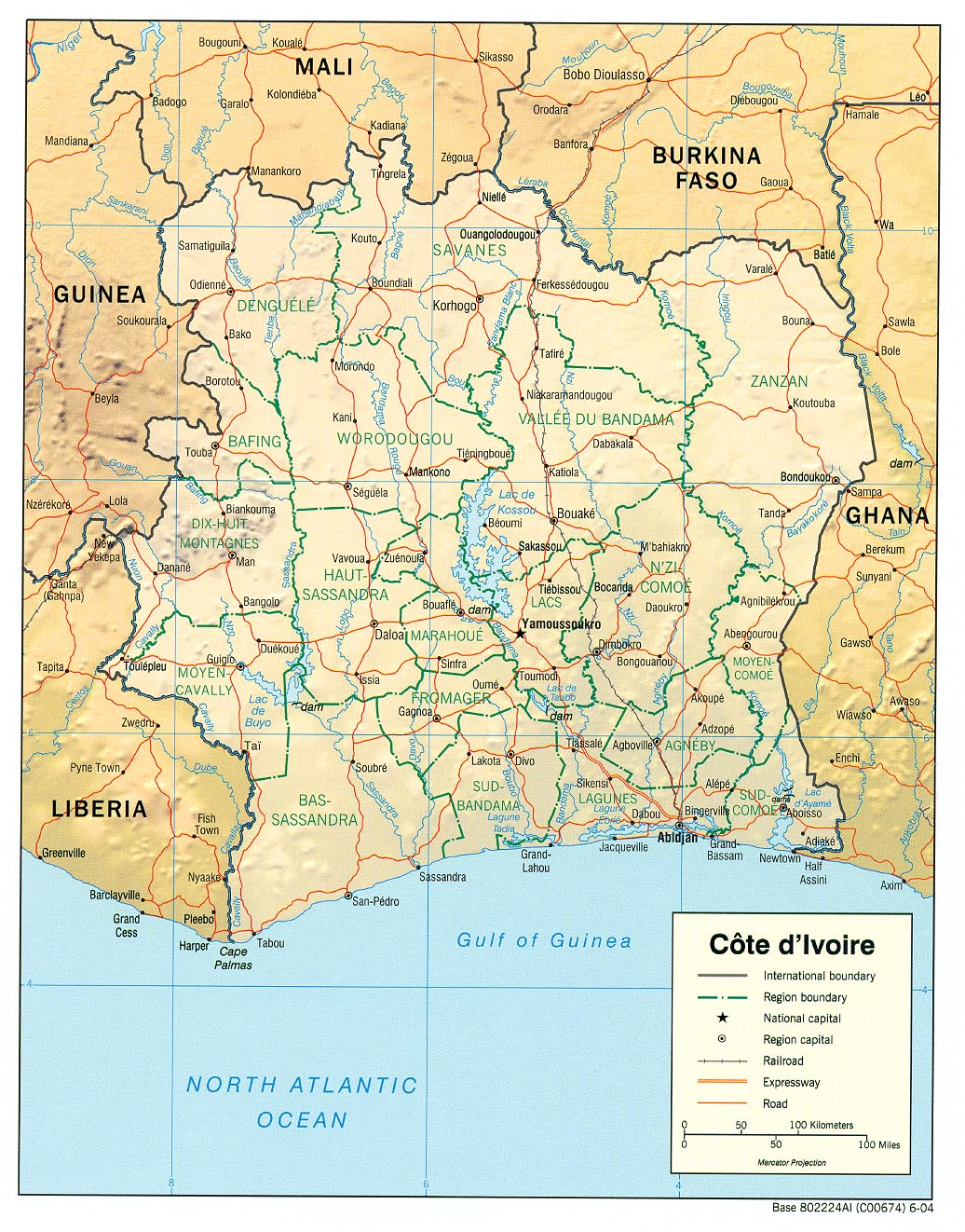
Karte der Elfenbeinküste, die Grenze zu Guinea links oben

Die Grenze zwischen der Elfenbeinküste (Côte d’Ivoire) und Guinea trennt als internationale Landgrenze diese beiden Staaten. Die Länge der Grenze wird mit 610 oder 816 km angegeben. Sie verläuft vom Dreiländereck mit Mali zum Dreiländereck mit Liberia.

## Geschichte
Die Elfenbeinküste (amtlich: République Côte d’Ivoire) kam ab 1843 (Errichtung des Marinestützpunkts Grand-Bassam) unter französischen Einfluss und wurde 1893 zur französischen Kolonie, ab 1895 als Teil von Französisch-Westafrika (AOF), erklärt. Am 7. August 1960 wurde das Land unabhängig. Guinea wurde von Frankreich am Ende des 19. Jahrhunderts als Kolonie Rivières du Sud im Küstenbereich unterworfen und nach Ausdehnung in das Hinterland 1891 als Kolonie Französisch-Guinea eingerichtet, die ebenfalls zu Französisch-Westafrika kam. 1958 erlangte sie als Guinea die Unabhängigkeit, nachdem sie als einzige Kolonie die französische Verfassung von 1958 abgelehnt hatte und so kein Teil der Communauté française wurde. Damit wurde die bisherige Verwaltungsgrenze zur internationalen Grenze. Die Elfenbeinküste wurde im August 1960 unabhängig.

## Grenzverlauf

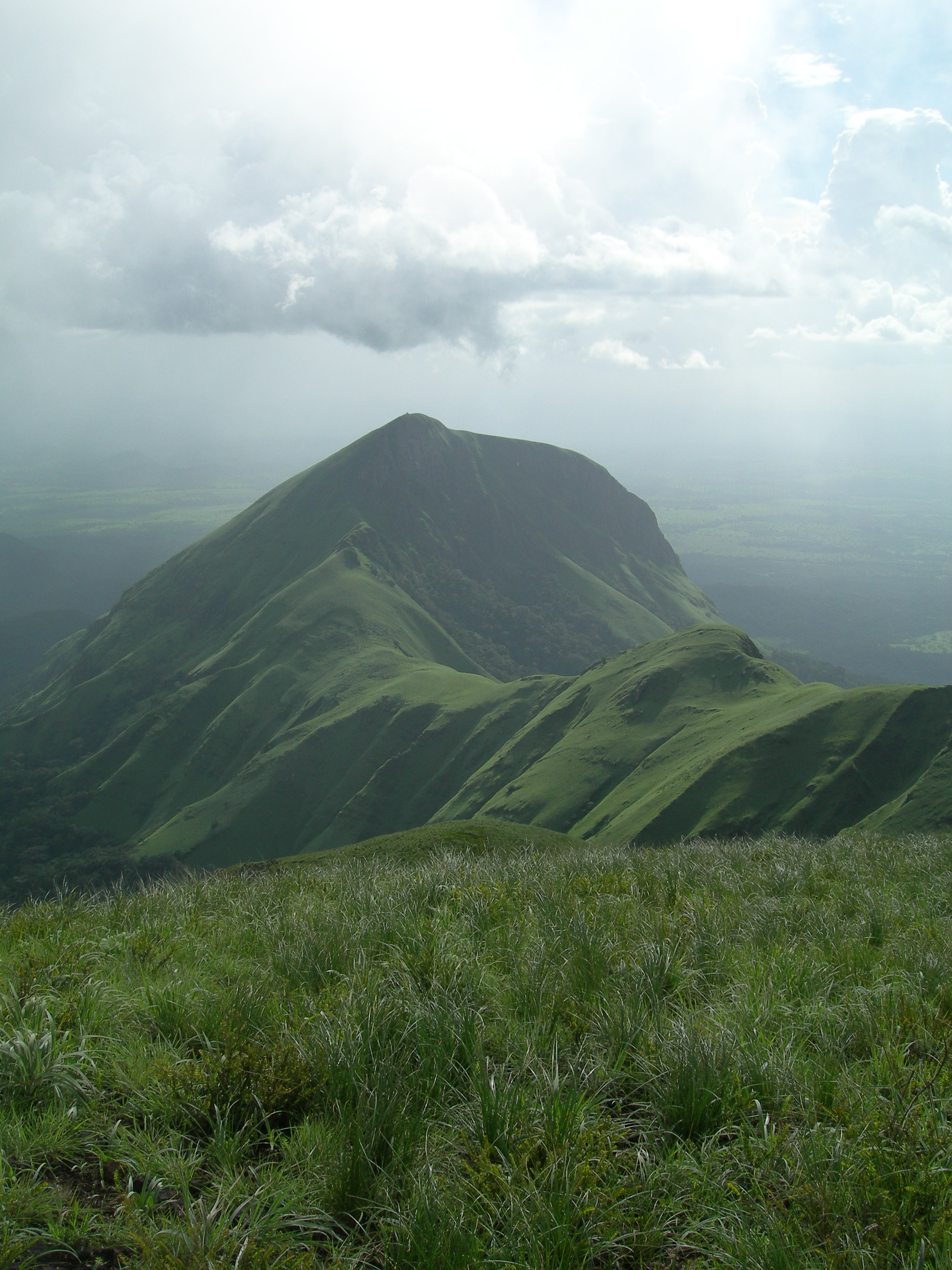
Mont Nimba

Die Grenze verläuft vom Dreiländereck mit Mali (10°10'48"N, 7°58'48"W) im Norden mit einer kurzen Überlandstrecke nach Südwesten. Sie erreicht den Sankarani und folgt diesem nach Süden. Weiter führt sie zum Gbanhala und zum Kourou Kelle. Die Fortsetzung führt über mehrere unregelmäßige Teilabschnitte zum Bagbe, dem sie nach Westen folgt, und weiter zum Koure auf dessen Fließweg nach Süden. Weitere unregelmäßige Überlandabschnitte führen zum Dreiländereck mit Liberia (7°33'36"N, 8°28'12"W) in der Nähe des Mont Nimba (1752 m) in den Nimbabergen auf der Grenze.

## Orte in Grenznähe

### Elfenbeinküste
- Biramadougou
- Seydougou
- Gbéléban
- Sirana
- Bougousso
- Bako
- Niokosso
- Mahandougou
- Ngorodougou
- Touba
- Sipilou
- Zoupleu

### Guinea
- Noumoudjiguila
- Fassiadougou
- N'Zoo